# سید فضل‌الله پروین
سید فضل‌الله پروین سیاست‌مدار ایرانی بود، که در  دوره بیست و یکم  بعنوان نماینده اراک در مجلس شورای ملی حضور داشت.